# Lars-Olof Andersson
Lars-Olof Andersson, född 13 maj 1943, är en svensk jurist som var lagman i Östersunds tingsrätt från 1999 till 2004.
Efter att ha avlagt juris kandidatexamen blev Andersson fiskal i Hovrätten för Nedre Norrland 1970, tingsfiskal i Jämtbygdens tingsrätt 1971, assessor i Hovrätten för Nedre Norrland 1974 och rådman i Jämtbygdens tingsrätt 1975. Han överflyttade som rådman till Östersunds tingsrätt 1982 och utsågs till lagman där 11 mars 1999.